# Жабакуара (округ Сан-Паулу)
Жабакуара (порт. Jabaquara) — округ міста Сан-Паулу, Бразилія, єдиний округ субпрефектури Жабакуара (Jabaquara) заснований в 1964 році і розташований на центральному півдні міста.
| Бразилія | Це незавершена стаття з географії Бразилії. Ви можете допомогти проєкту, виправивши або дописавши її. |